# SN 1969N
SN 1969N – supernowa odkryta 10 grudnia 1969 roku w galaktyce A013024-0057. W momencie odkrycia miała maksymalną jasność 16,00m.